# Elymus obtusiusculus
Elymus obtusiusculus är en gräsart som först beskrevs av Johan Martin Christian Lange, och fick sitt nu gällande namn av Aleksandre Melderis och D.C.Mcclint. Elymus obtusiusculus ingår i släktet elmar, och familjen gräs. Inga underarter finns listade i Catalogue of Life.